# Zenú

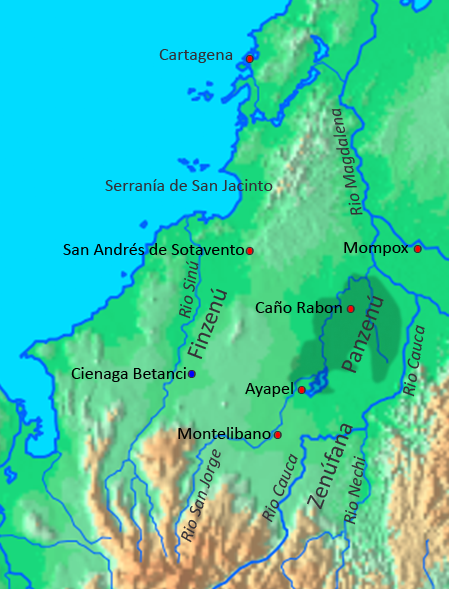
Het Caribische gebied waar de Zenúcultuur zich van 200 v.Chr. tot 1600 n.Chr. ontwikkelde. Het donkere groene gedeelte is de binnendelta waar het belangrijkste gedeelte van de irrigatie- en drainagewerken werd aangelegd.

De Zenú is een indiaanse bevolkingsgroep uit het Caribische kustgebied van Colombia. 
Hun cultuur bestond van ongeveer 200 v.Chr. tot 1600 n.Chr. en was vooral bekend om de constructie van indrukwekkende waterwerken en de productie van gouden ornamenten. Het goud, dat vaak met de doden werd begraven, trok de aandacht van de Spaanse veroveraars en veel goudwerk werd gestolen. Met de komst van de Spanjaarden stierf het volk grotendeels uit. De Spaanse kroniekschrijvers uit de 16e eeuw schreven wel over de Zenú's die ze nog aantroffen, maar weinig over hun geschiedenis. In 1966 wees geograaf James Parsons op harkachtige patronen op luchtfoto’s van de moerassen in de benedenloop van de rivier San Jorge, patronen die niet op natuurlijke wijze konden zijn ontstaan. Tien jaar later startte een groot reconstructief onderzoek.

## Precolumbiaanse tijd
Rond 200 v.Chr. woonden er in de valleien van de Sinú, San Jorge, de lagere Cauca en Nechí rivieren gemeenschappen van landbouwers en goudsmeden die qua cultuur bij elkaar hoorden, met vergelijkbare artistieke uitingen, begrip van leven en dood en de manier waarop ze hun leefomgeving beheerden. Jacht, landbouw, visserij en ruilhandel in producten en grondstoffen waren hun bronnen van bestaan. Rond 950 n.Chr. woonden er in het San Jorge stroomgebied ongeveer 160 mensen per vierkante kilometer. Na 1100 nam de Zenú-bevolking om onbekende redenen af en tot aan de Spaanse verovering trokken de nakomelingen naar de hogere graslanden.

### Waterwerken
De binnenlandse delta van de rivieren San Jorge, Cauca, Nechi en Magdalena ten zuidwesten van Mompox was vaak overstroomd tijdens het regenseizoen in het berggebied, wat voor grote overlast zorgde voor de bewoners van de vlaktes. Dit volk bouwde daarom vanaf 200 v.Chr. een uitgebreid kanalensysteem dat henzelf in staat stelde om overstromingen te voorkomen en grote gebieden geschikt te maken voor bewoning en landbouw. Het drainagesysteem werd voortdurend uitgebreid en was met 500.000 hectare het grootste in het stroomgebied van de San Jorge tussen 200 v.Chr. en 1000 n.Chr., maar ook in de benedenloop van de rivieren Cauca en Sinú werd het aangelegd. In verbinding met de natuurlijke waterwegen groeven de Zenú's kanalen die soms wel vier kilometer lang konden zijn. Haaks op deze kanalen werden kleinere bevloeiingskanalen gegraven. De grond die vrijkwam bij het graven werd gebruikt om lange kunstmatige plateaus te bouwen die twee tot vier meter hoog waren. Op deze verhogingen bouwden ze hun huizen. Tijdens hoog water leidden de kanalen het water naar gebieden waar gewassen geteeld werden. Als het water terugtrok werd het voedingrijke slib gebruikt om het land te verrijken. Dit systeem van waterbeheer hield gedurende een periode van 1300 jaar stand. Ten tijde van de Spaanse verovering werkte het waarschijnlijk niet meer, omdat er geen melding van wordt gemaakt door de kroniekschrijvers. Hoewel het systeem nu is overspoeld door de moerassen, zijn de patronen in het landschap nog steeds herkenbaar.

### Symbool van vruchtbaarheid

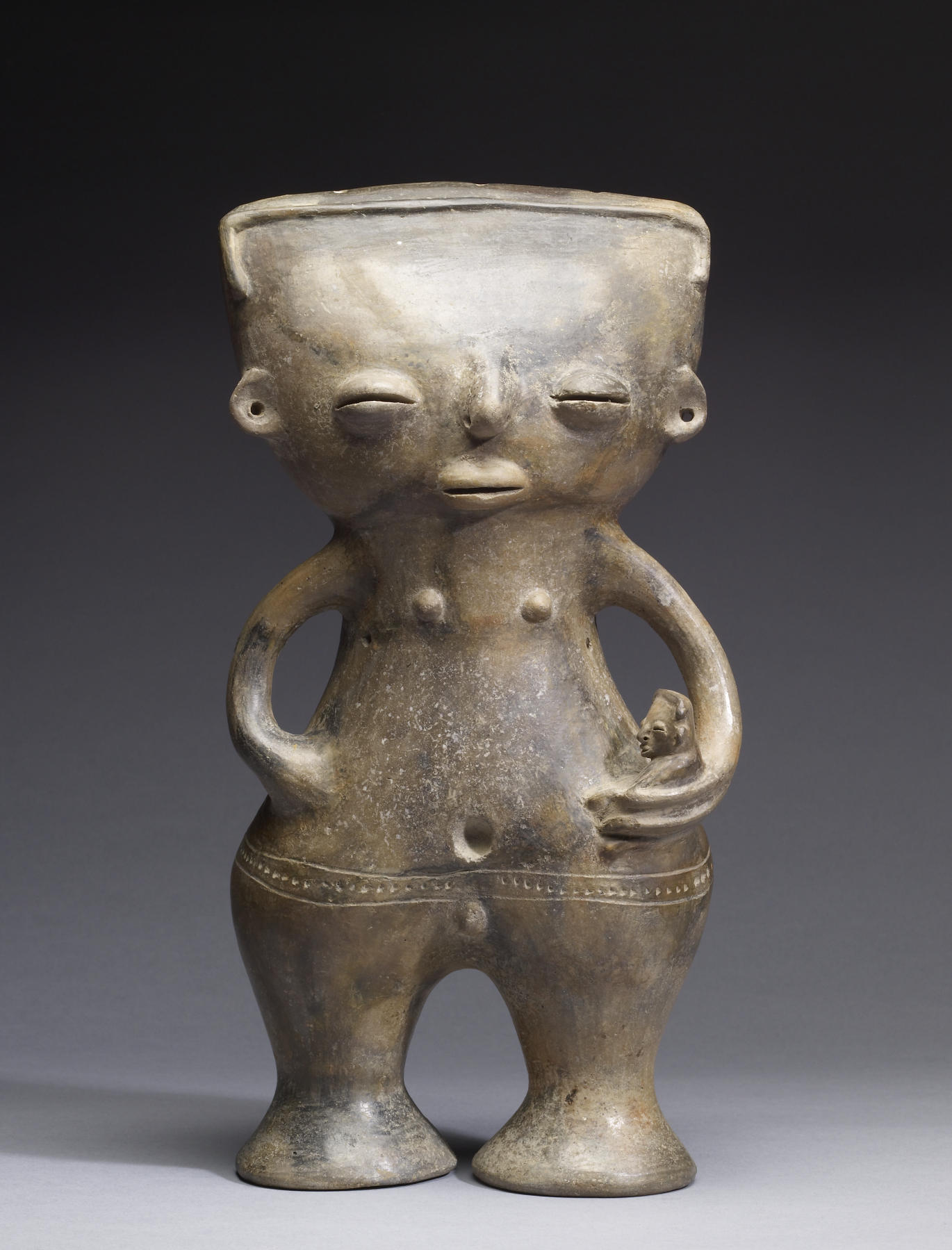
Terracotta beeldje van een moeder en kind (Walters Art Museum)

In de Zenúcultuur was de vrouw het symbool voor vruchtbaarheid, wijsheid en respect. Vrouwen werden vaak in klei uitgebeeld en bij overledenen in grafheuvels geplaatst als symbool van menselijke en agrarische vruchtbaarheid. De aanwezigheid van deze beelden in het graf zou moeten leiden tot wedergeboorte in de onderwereld, net zoals zaden ontkiemen en groeien in vruchtbare aarde. Tijdens de begrafenis, die door de hele gemeenschap met muziek en dans werd bijgewoond, werd een grafheuvel op het graf gebouwd en op deze heuvel werd een boom geplant met bellen aan de takken. De gouden borstplaten die belangrijke vrouwen en leiders droegen bij belangrijke plechtigheden, symboliseerden zowel de zwangerschap van de vrouw als de vruchtbaarheid van de man. De ronding van de grafheuvel en de borstplaat verwezen naar de plaats waar zwangerschap en geboorte plaatsvonden. Vrouwen hadden daardoor een belangrijke sociale en politieke betekenis. Toen de cultuur in de 16e eeuw door de Spanjaarden werd ontdekt, werd het religieuze centrum van Finzenú aan de rivier Sinú geleid door Toto, een vrouwelijk stamhoofd die het bestuur voerde over verschillende dorpen in de omgeving.

### Gouden ornamenten

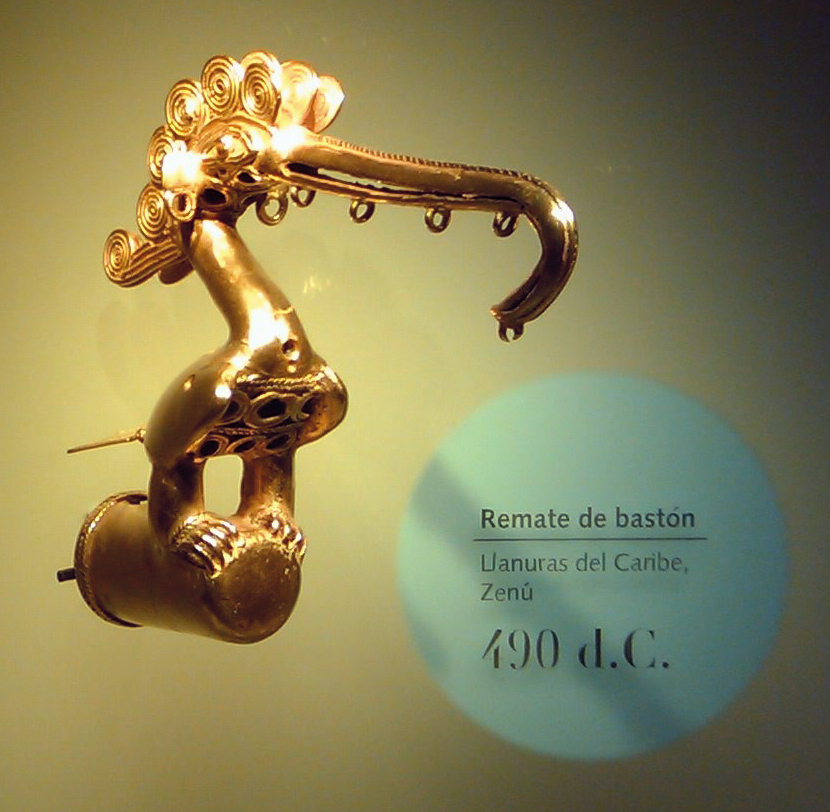
Een Zenú-ornament dat op het eind van een staf werd geschoven. De versiering dateert van 490 na Christus en is van de laagland-Zenú's. Deze cultuur gebruikte legeringen met een hoog goudgehalte. Het gegoten ornament toont een vogel. De kuif van de vogel bestaat uit het voor de Zenú karakteristieke semi-filigraan. Echt filigraan is gevlochten van draad, maar de Zenú's goten het.

Het vlechtwerk van kanalen weerspiegelde zich in hun kunst, cultuur en zinnebeeldig denken. Hun wereld was als een groot vlechtwerk van kanalen, waarop levende wezens waren geplaatst. Dit vlechtwerk keerde terug in de motieven van visnetten, textiel, aardewerk en goudwerk. Net zoals het vlechtwerk van het kanalensysteem de plaats vormde waar het dagelijkse leven zich afspeelde, zo werd de mensen- en dierenwereld weergegeven in het metalen 'weefsel' van de semi-filigraan oorringen. Het Zenú-goudwerk werd gekenmerkt door semi-filigraan dat niet was gevlochten met gouddraad, maar was gegoten met behulp van de verlorenwasmethode. Naast het gietwerk werd goud ook tot platen en reliëfs gehamerd. De ornamenten kenmerkten zich door legeringen met een hoog goudgehalte. De dierenwereld was zowel een bron van voedsel als een element van de Zenúcultuur. De dierenwereld, waaronder watervogels, alligators, vissen en katachtige figuren, werd naar de natuur uitgebeeld op gouden hangers en op gouden versieringen die op het eind van een stok werden gestoken.

### Textiel en vlechtwerk

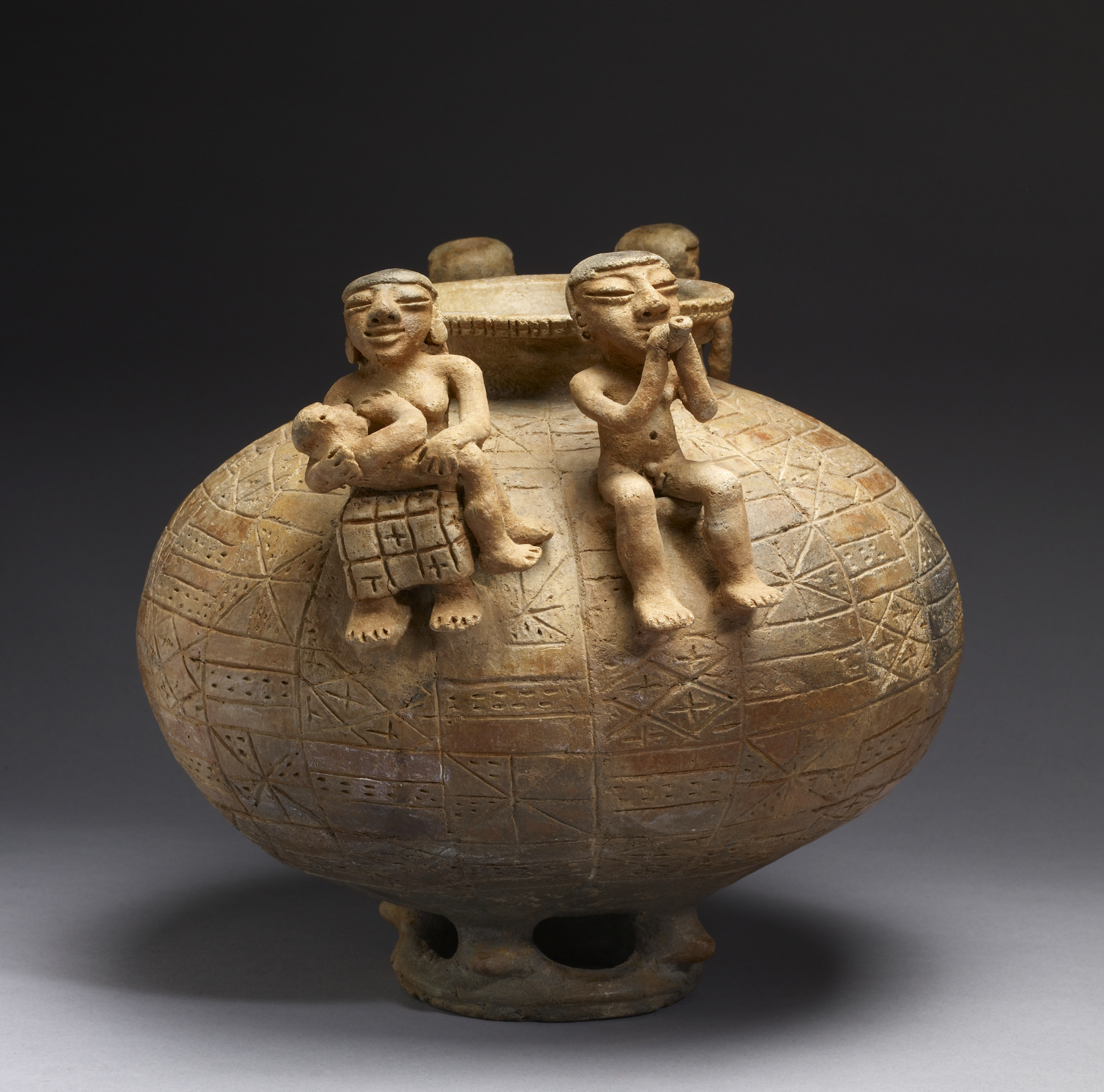
Kruik met uitingen van vlechtwerk en kleding (Walters Art Museum)

Het precolumbiaanse textiel en vlechtwerk is grotendeels verloren gegaan, maar er zijn wel restanten bewaard gebleven van het gereedschap dat de precolumbiaanse bevolking gebruikte om het te maken, zoals naalden en spindels van bot, schelpen of aardewerk. De ontwikkeling van geweven of gevlochten stoffen kan men afleiden uit de talloze afbeeldingen daarvan op precolumbiaans goud- en aardewerk. Vrouwen werden afgebeeld met lange geweven rokken met een grote verscheidenheid aan motieven.

### Zenú-identiteit
De thema's die in het goud- en aardewerk van de Zenúcultuur werden uitgedrukt, laten zien dat de verschillende gemeenschappen in de rivierdalen politiek en religieus verwant waren. De ontwerpen op het textiel, de gevlochten manden van klei, de vrouwfiguren van klei en de bouw van de grafheuvels waren gelijk voor alle volkeren in deze gebieden. Net als de drainagetechniek, die vele eeuwen in gebruik bleef, hielden deze cultuurkenmerken lange tijd stand en zijn een onderdeel van wat nu wordt beschouwd als de Zenú-traditie. Handwerklieden uit de verschillende deelgebieden drukten deze ideeën echter wel ieder op hun eigen wijze uit, waardoor het nu mogelijk is hen te onderscheiden. Desalniettemin toonden ze een gemeenschappelijke Zenú-identiteit.

## Na de Spaanse verovering

### Zenú’s van de rivierdalen
De Zenú-bevolking nam na 1100 om onbekende redenen af en tot aan de Spaanse verovering trokken hun nakomelingen naar de hogere graslanden rond Ayapel, Montelibano en Betanci, die niet overstroomden en dus geen draineringswerken nodig hadden. De Spanjaarden ontdekten de Zenú-gebieden tijdens hun rooftochten via de rivier Sinú. Elke vallei vormde een eigen provincie, met de Sinú-vallei als de provincie Finzenú met de hoofdstad Zenú. Tijdens de Spaanse verovering werd Finzenú bestuurd door een vrouw, Toto. De belangrijkste heilige plaats van de Zenú's was in de hoofdstad Zenú, nabij het moeras van Betanci, en dit was ook de plaats waar hoogwaardigheidsbekleders begraven lagen. Het San Jorge-bekken heette Panzenú en werd bestuurd door Yapel, waar voedsel verbouwd werd en waar in Ayapel het belangrijkste politieke centrum lag. Zenúfana, bestuurd door Nutibara, lag tussen de rivieren Nechi en Cauca, waar het goud voornamelijk werd gewonnen.
Volgens de Zenú's was er ooit een opperhoofd, Zenúfana, een mythische figuur die het lagere Cauca- en Nechí-gebied bestuurde. Ten tijde van de Spaanse verovering werd hij beschouwd als de belangrijkste van de oude opperhoofden, omdat hij het gehele grondgebied van Groot-Zenú had georganiseerd en politieke, economische en religieuze plichten had toegewezen aan de opperhoofden van Finzenú en Panzenú, die familieleden van hem waren. Hij had wetten en voorschriften uitgevaardigd die nog van kracht waren toen de Spanjaarden het land binnenvielen. De drie opperhoofden hadden aanvullende politieke, religieuze en economische taken.

### Zenú's van het berggebied van San Jacinto
Aan Zenú verwante groepen van goudsmeden, handelaren en zeelieden woonden rond de tijd van de Spaanse verovering in het berggebied van San Jacinto en langs de oevers van de rivier Magdalena. Zij onderscheidden zich echter van de laagland-Zenú’s, die grafheuvels en begraafplaatsen gebruikten, door hun overledenen onder de vloer van hun huis te begraven in een grote pot die was gebruikt voor huishoudelijke doeleinden. In tegenstelling tot het goudambacht in de rivierdalen gebruikten deze goudsmeden legeringen die relatief veel koper bevatten. Zij maakten objecten voor massagebruik. Om deze goudarme voorwerpen een verguld uiterlijk te geven, werden ze onderworpen aan een chemisch verhittingsproces. Daardoor verdween het koper aan de oppervlakte en bleef het goud achter. Het verguldsel is in de loop van de tijd veelal weggesleten van de gevonden objecten, waardoor het geoxideerde koper aan de oppervlakte kwam. Deze objecten komen overeen met die van de laaglandcultuur: fijn gegoten cirkelvormige en half-cirkelvormige filigraan oorringen, neusringen met verbredingen, hangers met rijk uitgedoste personen, ronde of n-vormige neusringen, versieringen voor stokken, bellen en amfibische mensen met hoofdtooien. Sommige motieven zijn realistisch, anderen schematisch. De mens is naturalistisch weergegeven, mensen met kalebassen in hun handen of muzikanten met fluiten en maraca's, zittend op stoeltjes met een hoge leuning of staand. De uitgebeelde diersoorten zijn meestal typisch voor het ruige berggebied, maar er zijn ook dieren uit de moeras- of riviergebieden uitgebeeld. Een typisch kenmerk van de objecten uit het berggebied van San Jacinto is de weergave van scènes, zoals koppels eenden zittend op een tak, een katachtige wezen vechtend met een alligator, of een man die de klauwen van een roofvogel vasthoudt. Vogels, katachtige en amfibische figuren zijn dieren die geassocieerd worden met de mens. Mensen en dieren behouden in het algemeen hun eigen kenmerken, zoals fraai uitgedoste hoogwaardigheidsbekleders met schematische lichamen, maar ook zijn er afbeeldingen gevonden die verschillende wezens antropomorf voorstellen, met een menselijk gelaat en een hoofdtooi die lijkt op een vogelkuif, en een lichaam van een dier uit een drassige omgeving, zoals een vis, een hagedis of een schaaldier.
Sommige kenmerken in hun goudwerk waren eigen interpretaties van dit bergvolk, maar ze duiden toch op nauwe relaties met de Zenú's uit het rivierengebied.
Aangezien een groot aantal van de gevonden voorwerpen afkomstig is uit het berggebied van San Jacinto, zou het een belangrijk productiecentrum kunnen zijn geweest. Het is niet bekend wanneer de productie van het goudwerk in dit gebied begon, maar gezien de gelijkenis van de thema's en technieken met die van het goudwerk uit de rivierdalen, dat al 200 voor Christus werd gemaakt, zou het een lange tijd geleden begonnen kunnen zijn. Koolstofdatering heeft aangetoond dat de productie van het San Jacinto-goudwerk zeker voortduurde tot na de Spaanse verovering.

### Moderne tijd

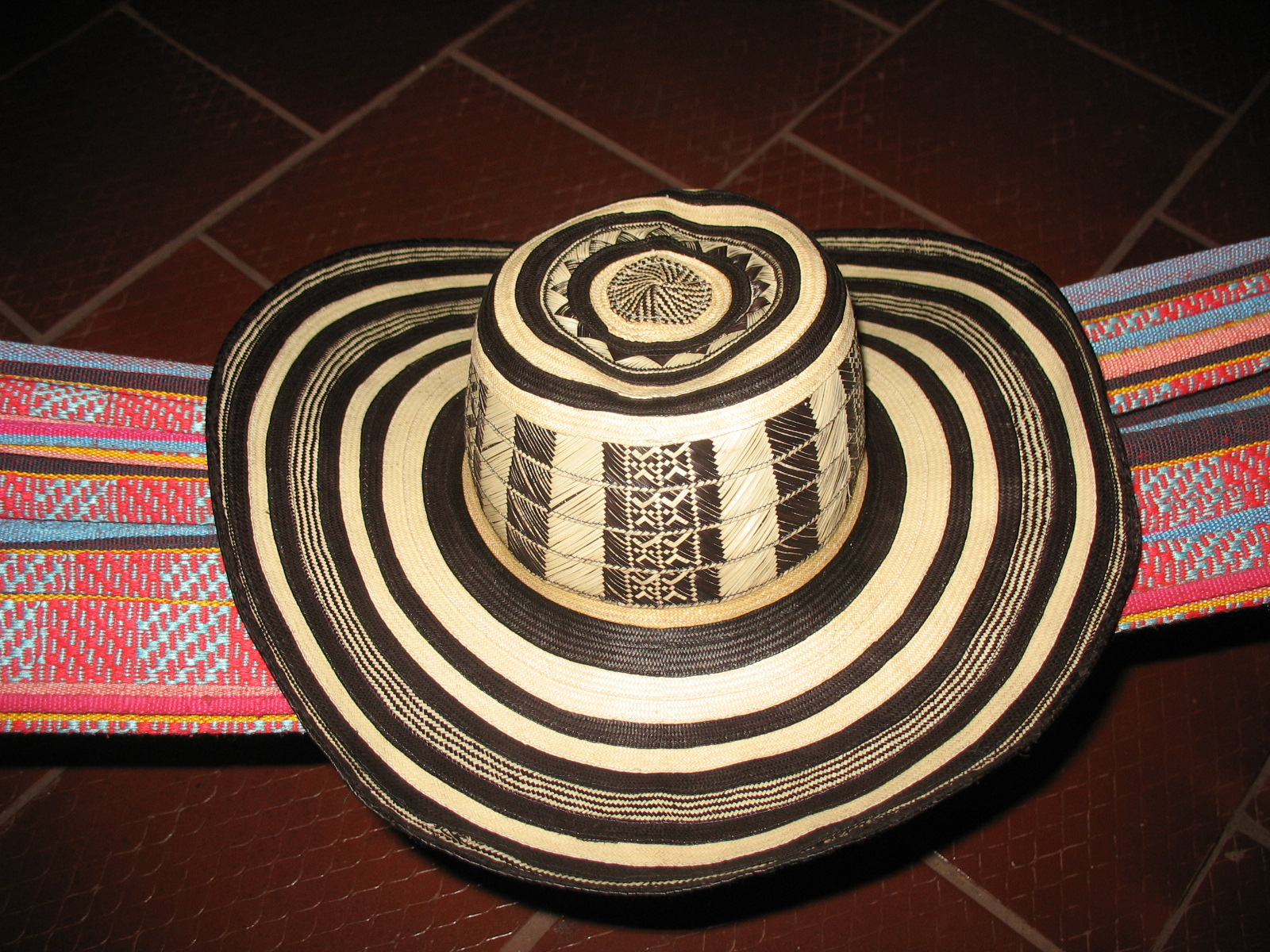
De Sombrero vueltiao toont het voor de Zenú typische vlechtwerk

Door overmatige belasting, gedwongen arbeid en westerse ziektes nam de populatie van de Zenú's sterk af. De Zenú-taal verdween ongeveer 200 jaar geleden. De koning van Spanje wees in 1773 een gebied van 83.000 hectare aan als Zenú-reservaat bij San Andrés de Sotavento. Dit reservaat bleef bestaan tot in de 20e eeuw, totdat het in 1905 door de Nationale Assemblee van Colombia werd ontbonden. De indiaanse bevolking heeft gestreden voor het herstel van het reservaat en in 1990 werd San Andrés de Sotavento met een grondoppervlak van 10.000 hectare (later uitgebreid naar 23.000 hectare) opnieuw ingesteld als Zenú-reservaat. Hier leeft een gemeenschap van ongeveer 33.000 inwoners die vast blijven houden aan eeuwenoude gebruiken. Voor hen is het vlechten en weven nog steeds een belangrijk onderdeel van hun dagelijkse leven. Het is als het herscheppen van hun beeld van de wereld, omdat het weven de kennis, de natuur (de vezels) en het eindproduct samenbrengt. Weven creëert en vertegenwoordigt de cultuur. De sombrero vueltiao is een hedendaags kenmerkend voorbeeld van Zenú-vlechtwerk.